# Tarentola boettgeri
Tarentola boettgeri là một loài thằn lằn trong họ Phyllodactylidae. Loài này có nguồn gốc từ quần đảo Canaria và quần đảo Savage. Môi trường sống ưa thích của Tarentola boettgeri là thảm thực vật cây bụi, các khu vực núi đá, bờ đá và các khu vườn nông thôn. Có ba phân loài được công nhận.

## Phân loài
- Tarentola boettgeri bischoffi Joger, 1984
- Tarentola boettgeri boettgeri Steindachner, 1891
- Tarentola boettgeri hierrensis Joger & Bischoff, 1983